# Скеффингтон, Джон, 14-й виконт Массерин
Джон Дэвид Клотуорти Уайт-Мелвилл Фостер Скеффингтон, 14-й виконт Массерин и 7-й виконт Феррард (англ. John David Clotworthy Whyte-Melville Foster Skeffington, 14th Viscount Massereene and 7th Viscount Ferrard; 3 июня 1940 — 13 ноября 2024) — британский пэр.

## Жизнь и карьера
Родился 3 июня 1940 года. Единственный сын Джона Уайта Мелвилла Скеффингтона, 13-го виконта Массерина (1914—1992), и Аннабель Кэтлин Льюис (? — 2009).
27 декабря 1992 года после смерти своего отца Джон Скеффингтон унаследовал титулы 14-го виконта Массерина (Пэрство Ирландии), 14-го барона Лох-Ней (Пэрство Ирландии), 7-го барона Ориэля из Коллона (Пэрство Ирландии), 7-го барона Ориэля из Феррарда (Пэрство Соединённого королевства) и  7-го виконта Феррарда (Пэрство Ирландии). Он регулярно посещал Палату лордов (где он сидел под титулом барона Ориэля, его титулы виконта в Пэрстве Ирландии не давали ему права на место) до принятия Закона о Палате лордов 1999 года. Это положило конец автоматическому праву наследственных пэров заседать в Палате лордов. Лорд Массерин безуспешно баллотировался в качестве кандидата от UKIP на довыборах в Палату лордов в 2013 году.
Образование получил в школе Милфилд (графство Сомерсет, Англия) и институте Монте-Роза в Швейцарии, служил в гренадерском гвардейском полку в 1958—1961 годах. Он крупный землевладелец, занимает различные директорские должности и является биржевым маклером в M. D. Barnard & Co. Член Лондонской фондовой биржи в 1961—1964 годах и с 1970 года по настоящее время.
Лорд Массерин руководил продажей замка Чилхэм в 1996 году, родового семейного гнезда в Кенте; в настоящее время семейное поместье находится в Хай-Нортхолме, Солтон, Северный Йоркшир.
Как и его отец, он является президентом консервативного клуба понедельника и был покровителем Right Now!, журнала под редакцией Дерека Тернера. Он также участвовал в совете Ассоциации свободы и был подписантом, как «барон Ориэль» в the Wayback Machine (архивировано 15 октября 2006 года) The Sanity Petition («Sanity» — это аббревиатура от «Subjects Against the NIce TreatY»).

### Смерть
Лорд Массерин умер от сепсиса и пневмонии 13 ноября 2024 года в возрасте 84 лет.

## Семья
21 ноября 1970 года виконт Массерин женился на Энн Дениз Роулендсон. У пары есть два сына и одна дочь:
- Чарльз Клотуорти Уайт-Мелвилл Фостер Скеффингтон, 15-й виконт Массерин и 8-й виконт Феррард (род. 7 февраля 1973), старший сын. С 2009 года женат на Ольге Элизабет Кокрейн Диксон-Браун (род. 1977), от брака с которой у него двое детей.
- Достопочтенная Гарриет Дэниз Маргаретта Эйлин Скеффингтон (род. 26 июля 1975). В 2000 году вышла замуж за Ричарда Мюррея Уэллса, от брака с которым у неё двое детей
- Достопочтенный Генри Уильям Норман Фостер Клотворти Скеффингтон (род. 1980). Женат на Софи Крауч, от брака с которой у него двое дочерей.